# 도밍고 카루야
도밍고 카루야 베르트란(스페인어: Domingo Carulla Bertrán; 1903년 10월 25일, 카탈루냐 주 로스피탈레트 데 료브레가트 ~ 1940년 사망일 미상, 카탈루냐 주 바르셀로나)은 스페인의 전직 축구 선수로, 현역 시절 미드필더로 활약했다. 그는 1920년대 현역 시절에 바르셀로나에서 활약했으며, 1924년 하계 올림픽에서 스페인 선수단 일원으로 참가했다.

## 클럽 경력
도밍고 카루야는 1922년에 산츠에서 축구를 시작했다.
1923년에 그는 바르셀로나에 합류하여 1930년까지 활동했다. 그는 바르셀로나 제1 전성기의 주역으로, 1925-26 시즌, 1926-27 시즌, 1927-28 시즌에 대부분의 경기에 출전했다. 그는 총 267번의 바르셀로나 공식 경기에 출전해 3번 코파 델 레이를 획득했다. 그 외에도 카탈루냐 선수권도 6번 우승했다. 이후 1930년에 현역세서 은퇴했다.
1937년 그는 중병에 들어 1937년 9월 12일에 카탈루냐 대표팀과 산츠 전직 선수들 간 그를 위한 자선 경기가 열렸고, 산츠 1군과 바르셀로나 2군 간의 경기도 같이 열렸다.
도밍고 카루야는 1940년에 영면에 들었는데, 그는 당시 불과 37세였다.

## 국가대표팀 경력
도밍고 카루야는 1924년 하계 올림픽에 참가했었다.
그는 1927년 5월 29일에 마드리드에서 열린 포르투갈과의 경기(2-0 승리)에서 스페인 B 국가대표팀 경기에 출전하기도 했다. 또한 그는 카탈루냐 대표팀으로도 출전했었다.

## 수상
바르셀로나
- 라 리가: 1929
- 코파 델 레이: 1925, 1926, 1928
- 카탈루냐 선수권 대회: 1924, 1925, 1926, 1927, 1928, 1930